# 科曼日地区拉沃拉内
科曼日地区拉沃拉内（法語：Lavelanet-de-Comminges，法語發音：[lavlanɛ də kɔmɛ̃ʒ]）是法国上加龙省的一个市镇，属于米雷区。该市镇总面积13.54平方公里，2009年时的人口为554人。

## 人口
科曼日地区拉沃拉内人口变化图示